# Piper littorale
Piper littorale är en pepparväxtart som beskrevs av C. Dc.. Piper littorale ingår i släktet Piper och familjen pepparväxter. Inga underarter finns listade i Catalogue of Life.